# Martin Husár
Martin Husár (* 1. února 1985, Trnava) je slovenský fotbalový obránce, od ledna 2015 bez angažmá.

## Klubová kariéra
Svoji fotbalovou kariéru začal FK Lokomotíva Trnava, odkud v roce 1995 přestoupil do Spartaku Trnava, kde se po 9 letech propracoval do prvního mužstva. V roce 2006 zamířil na své první zahraniční angažmá do norského Lillestrømu. V roce 2007 hostoval v Hamarkameratenu a následně v letech 2008–2009 byl na hostování zpět v Trnavě. V zimním přestupovém období sezony 2009–2010 Lillestrøm definitivně opustil a stal se hráčem Zbrojovky Brno. Po roce a půl, kdy mužstvo sestoupilo do druhé nejvyšší soutěže odešel a po půl roce bez angažmá zamířil do Zlatých Moravců. V létě 2012 se vrátil do Brna. V lednu 2014 se s klubem dohodl na ukončení smlouvy. V březnu téhož roku zamířil do Nitry. Po skončení ročníku 2013/14 mužstvo sestoupilo do 2. ligy a hráč zamířil do Příbrami, kde po půl roce skončil.

## Klubové statistiky
Aktuální k datu : 21. červenec 2014
| Sezona | Klub                      | Země      | Soutěž  | Zápasy | Góly |
| ------ | ------------------------- | --------- | ------- | ------ | ---- |
| 03/04  | FC Spartak Trnava         | Slovensko | 1. liga | 15     | 0    |
| 04/05  | FC Spartak Trnava         | Slovensko | 1. liga | 8      | 0    |
| 05/06  | FC Spartak Trnava         | Slovensko | 1. liga | 21     | 1    |
| 06/07  | FC Spartak Trnava         | Slovensko | 1. liga | 8      | 0    |
| 2006   | Lillestrøm SK             | Norsko    | 1. liga | 6      | 0    |
| 2007   | Lillestrøm SK             | Norsko    | 1. liga | 1      | 0    |
|        | Hamarkameratene (host.)   | Norsko    | 2. liga | 4      | 0    |
| 2008   | Lillestrøm SK             | Norsko    | 1. liga | 3      | 0    |
| 08/09  | FC Spartak Trnava (host.) | Slovensko | 1. liga | 13     | 0    |
| 2009   | Lillestrøm SK             | Norsko    | 1. liga | 1      | 0    |
| 09/10  | 1. FC Brno                | Česko     | 1. liga | 12     | 0    |
| 10/11  | FC Zbrojovka Brno         | Česko     | 1. liga | 26     | 0    |
|        | FC Zbrojovka Brno B       | Česko     | MSFL    | 1      | 0    |
| 11/12  | FC ViOn Zlaté Moravce     | Slovensko | 1. liga | 12     | 0    |
| 12/13  | FC Zbrojovka Brno         | Česko     | 1. liga | 26     | 0    |
| 13/14  | FC Zbrojovka Brno         | Česko     | 1. liga | 10     | 0    |
|        | FC Nitra                  | Slovensko | 1. liga | 11     | 0    |
| 14/15  | 1. FK Příbram             | Česko     | 1. liga | 2      | 0    |
|        | celkem                    |           |         | 180    | 1    |